# 최익현선생묘
최익현선생묘(崔益鉉先生墓)는 대한민국 충청남도 예산군 광시면에 있는 조선시대의 무덤이다. 1982년 8월 3일 충청남도의 기념물 제29호로 지정되었다.

## 개요
이 곳은 조선말기 학자이며 충신이신 면암(勉庵) 최익현(崔益鉉)선생의 묘이다. 최익현선생(1833-1906)은 순조 33년(1833년) 경기도 포천에서 출생하였으며 당시의 대학자 이항로 선생의 문화에 들어가 공부하였으며 조선말기의 거유(巨濡)로서 철종 6년 정시문과(庭時文科)에 오르고 고종 5년(1868년) 사헌부장령(司憲府掌令)때에 궁걸 토목공사로 인한 국민의 부담 가중과 당백전의 발행에 따른 재정의 파탄과 고종 10년(1873년) 대원군 정책을 비판하는 상소를 올려 대원군이 물러나는 계기를 만들었고 선생도 제주도에 유배되었으며 1905년 을사조약이 강제로 체결되자 다음해 6월 74세의 고령으로 제자 임병찬과 전라도 순창에서 의병을 일으켜 일제치하에 항거하다 체포되어 쓰시마 섬에 유배되었으나 일본인이 주는 음식을 먹을 수 없다 하여 단식 끝에 순국하였다. 본래 1907년 논산군 노성면의 국도변에 처음 무덤을 만들었으나 참배객이 많자, 일제의 명령으로 1910년 오지인 이곳으로 이장되었으며 1962년 대한민국 건국훈장 중장이 수여되었다.

## 같이 보기
- 최익현

## 참고 자료
- 최익현선생묘 - 국가유산청 국가유산포털
- 최익현선생 묘 보관됨 2014-11-29 - 웨이백 머신 - 예산군 / 보고싶은 전통 문화